# Hidreto de berílio
Hidreto de berílio, BeH2, é um composto químico de berílio e hidrogênio usado como combustível de foguetes. Ao contrário dos hidretos dos elementos mais pesados do grupo 2, o hidreto de berílio é covalente.

## Síntese
H2Be foi sintetizado pela primeira vez em 1951 fazeendo reagir dimetilberílio, Be(CH3)2, com hidreto de alumínio e lítio, LiAlH4.
Uma forma de obter hidreto de berílio mais puro é por pirólise de di-terc-butilberílio, Be(C(CH3)3)2 a 210 °C.
O hidreto de berílio mais puro é obtido pela reação de trifenilfosfina, PPh3, com boro-hidreto de berílio, Be(BH4)2 :
Be(BH4)2 + 2PPh3 → 2Ph3PBH3 + BeH2
Observe que, diferentemente dos outros elementos do grupo 2, em que o hidreto pode ser preparado pela reação direta entre os elementos, a reação do metal com hidrogênio para produzir hidreto de berílio não se mostra possível.

## Estrutura
BeH2 é geralmente formado como um sólido amorfo branco, mas uma forma cristalina hexagonal com uma maior densidade (~ 0,78 g/cm3) foi relatada, preparada por aquecimento de BeH2 amorfo sob pressão, com 0,5-2,5% de LiH como catalisador.
Uma investigação mais recente descobriu que o hidreto de berílio cristalino tem célula unitária ortorrômbica de corpo centrado, contendo uma malha de tetraedros de BeH4 compartilhando seus vértices, em contraste com as cadeias planas infinitas, com ligações tricentradas com hidrogênio em ponte, como se pensava existirem no BeH2 cristalino.
Estudos sobre a forma amorfa revelaram que também ela consiste de uma rede de tetraedros compartilhando vértices.
Confirmou-se recentemente que o BeH2 molecular é linear com um comprimento da ligação Be-H de 133,376 pm.